# 拉萨 (奥伦塞省)
拉萨，是西班牙加利西亚自治区奥伦塞省的一个市镇。总面积216平方公里，总人口1904人（2001年），人口密度9人/平方公里。